# Rötter (TV-serie)
Rötter (engelska: Roots) är en amerikansk dramaserie, ursprungligen sänd på kanalen ABC 23–30 januari 1977. Serien är baserad på en roman med samma namn av Alex Haley med en ramhistoria uppbyggd kring dennes egen släktforskning. 
I huvudrollerna ses Olivia Cole, Ben Vereen, LeVar Burton, Louis Gossett Jr. och Vic Morrow.

## Handling
Då Haley var av afroamerikansk börd, så kretsar följaktligen allting innan amerikanska inbördeskriget kring slaveriet. Berättelsen börjar från Haleys anfader Kunta Kinte, bortförd från nuvarande Gambia år 1767. Rollen som Kunta Kinte spelas av LeVar Burton och John Amos (yngre respektive äldre). Berättelsen fortsätter i flera generationer fram till 1870-talet då de frigivna slavarna lever under Jim Crow-lagar. 

## Rollista i urval
- LeVar Burton – Kunta Kinte som ung
- Olivia Cole – Mathilda
- Louis Gossett Jr. – Fiddler
- Ben Vereen – Chicken George Moore
- Vic Morrow – Ames
- John Amos – Kunta Kinte som äldre/"Toby"
- Ji-Tu Cumbuka – Wrestler
- Ed Asner – Capt. Davies
- Lynda Day George – Mrs. Reynolds
- Robert Reed – Dr. William Reynolds
- Madge Sinclair – Bell Reynolds
- Chuck Connors – Tom Moore
- Sandy Duncan – Missy Anne Reynolds
- Leslie Uggams – Kizzy Reynolds
- Carolyn Jones – Mrs. Moore
- Lloyd Bridges – Evan Brent
- Georg Stanford Brown – Tom Harvey
- Brad Davis – Ol' George Johnson
- Lane Binkley – Martha Johnson
- Tracey Gold – Missy Reynolds som ung
- Hilly Hicks – Lewis
- Lynne Moody – Irene Harvey
- Austin Stoker – Virgil
- Ralph Waite – Third mate Slater
- Cicely Tyson – Binta
- Thalmus Rasulala – Omoro
- Moses Gunn – Kintango
- Hari Rhodes – Brima Cesay
- Ren Woods – Fanta
- Ernest Lee Thomas – Kailuba
- Lorne Greene – John Reynolds
- Scatman Crothers – Mingo
- George Hamilton – Stephen Bennett
- Lillian Randolph – Sister Sara
- Roxie Roker – Malizy
- Richard Roundtree – Sam Bennett
- Thayer David – Harlan
- John Quade – Sheriff Biggs
- Maya Angelou – Nyo Boto
- O. J. Simpson – Kadi Touray
- Beverly Todd – Fanta som vuxen
- Paul Shenar – John Carrington
- Gary Collins – Grill
- Raymond St. Jacques – The drummer
- Lawrence Hilton-Jacobs – Noah
- John Schuck – Ordell
- Macdonald Carey – Squire James
- Ian McShane – Sir Eric Russell
- Doug McClure – Jemmy Brent
- Burl Ives – Sen. Arthur Justin
- Charles Cyphers – Drake
- Brion James – Slaver
- Todd Bridges – Bud
- Ross Chapman – Sergeant Williams
- Grand L. Bush – infångad förrymd slav
- Yvonne De Carlo – slavägarens fru

## Mottagande
Serien fick två uppföljare, miniserien Roots: The Next Generations från 1979, och TV-filmen Roots: The Gift från 1988. Båda miniserierna och TV-filmen finns utgivna på DVD.
En nyinspelning av serien hade premiär 2016.

## Visning i Sverige
Sveriges Television blev erbjuden att få visa serien 1977 men avstod då, eftersom man ansåg att den amerikanska distributören ABC krävde alldeles för mycket betalt. Sverigepremiären dröjde därför till våren 1980.

### Fotnoter
1. ↑  Omar Daham (7 november 2013). ”Nyinspelning av berömd slavserie”. Dagens nyheter. http://www.dn.se/kultur-noje/film-tv/nyinspelning-av-beromd-slavserie/. Läst 25 september 2016.